# واگنتیر (اورگن)
واگنتیر (به انگلیسی: Wagontire) یک منطقهٔ مسکونی در ایالات متحده آمریکا است که در اورگن واقع شده‌است. واگنتیر ۱٬۴۴۳٫۸۶ متر بالاتر از سطح دریا واقع شده‌است.